# Велика Недеља
Велика Недеља (словен. Velika Nedelja) је насељено место у општини Ормож, Подравска регија, Словенија.

## Историја
До територијалне реорганизације у Словенији била је у саставу старе општине Ормож.

## Становништво
У попису становништва из 2011. године, Велика Недеља је имала 305 становника.
| Број становника према пописима | Број становника према пописима | Број становника према пописима |
| ------------------------------ | ------------------------------ | ------------------------------ |
| 1991                           | 2002                           | 2011                           |
| 284                            | 301                            | 305                            |

## Галерија
- замак
- замак и црква
- унутрашњост замка